# Cantón de Estrasburgo-8
El cantón de Estrasburgo-8 era una división administrativa francesa, que estaba situada en el departamento de Bajo Rin y la región de Alsacia.

## Composición
El cantón estaba formado por una fracción de la comuna que le daba su nombre:
- Estrasburgo (fracción)

## Supresión del cantón de Estrasburgo-8
En aplicación del Decreto n.º 2014-185 de 18 de febrero de 2014, el cantón de Estrasburgo-8 fue suprimido el 22 de marzo de 2015 y la fracción de la comuna que le daba su nombre se unió con las demás para que, por medio de una reestructuración cantonal, fueran creados los nuevos cantones de Estrasburgo-1, Estrasburgo-2, Estrasburgo-3, Estrasburgo-4, Estrasburgo-5  y Estrasburgo-6.